# Gabriel Angoulvant
Pour l’article homonyme, voir Angoulvant.
Gabriel Louis Angoulvant (1872-1932) est un administrateur colonial français, en poste dans plusieurs pays d'Asie et d'Afrique, puis gouverneur général en AEF et en AOF.

## Biographie

### Jeunesse et études
Gabriel Angoulvant est né à Longjumeau dans l'Essonne le 8 février 1872. Il est le fils d'Ernest Angoulvant, tailleur d'habits, et de son épouse Marie Laidel. 
Major de la promotion 1891 de l'École coloniale, titulaire d'un brevet de la section administrative, il étudie aussi le chinois et l'annamite à l'École des langues orientales, avant de commencer une carrière dans l'administration coloniale.

### Parcours professionnel
Il est chancelier de résidence au Tonkin, vice-consul en Chine, puis secrétaire général de la Côte française des Somalis (dont il est gouverneur par intérim de janvier à décembre 1900). Il publie ensuite Djibouti, Mer Rouge, Abyssinie (1902). La suite de son parcours le mène au Congo et en Guadeloupe, puis à Saint-Pierre-et-Miquelon et dans l'Inde française (1906) dont il devient le gouverneur.

Le 25 avril 1908 il est nommé gouverneur de la Côte d'Ivoire où il séjourne pendant huit ans. Dans ce pays, la résistance à la pénétration coloniale est vive (le cas le plus connu est celui de la révolte des Abès ou Abbey). Pour asseoir rapidement et définitivement l'autorité de la France sur le territoire, Angoulvant opte pour l'accélération forcée de la colonisation : 
« Je désire qu'il n'y ait désormais aucune hésitation sur la ligne politique à suivre. Cette ligne de conduite doit être uniforme pour toute la Colonie. Nous avons deux moyens de les mettre en pratique : ou attendre que notre influence et notre exemple agissent sur les populations qui nous sont confiées ; ou vouloir que la civilisation marche à grands pas, au prix d'une action... J'ai choisi le second procédé. »
Au moment de l'insurrection des Abès et d'autres Baoulés, Bétés en Côte d'Ivoire (1908-1910), il entreprend la «pacification» du pays : opérations militaires, internements, amendes de guerre, regroupement de villages et déportation des «têtes-de-fil» Abès et autres. Il expose son bilan dans La Pacification de la Côte d’Ivoire, 1908-1915 : méthodes et résultats (1916).
Il devient gouverneur général de l'Afrique-Équatoriale française le 15 mai 1917. 
Lorsque le gouverneur de l'Afrique-Occidentale française (AOF) Joost van Vollenhoven démissionne le 11 janvier 1918 avant de mourir au champ d'honneur le 20 juillet 1918, Gabriel Angoulvant fait fonction jusqu'au 30 juillet 1919. Auguste Brunet prend alors la relève pour quelques semaines, jusqu'à la nomination de Martial Merlin.

Alors que son prédécesseur, Van Vollenhoven, avait émis un avis défavorable au principe d'un nouveau recrutement de tirailleurs sénégalais, le gouverneur fraîchement promu soutient au contraire l'action de Blaise Diagne :
«  « La France d'abord, la victoire avant tout.. ». Un enthousiasme évident était suscité dans un grand nombre de milieux autochtones par la présence d'un frère de race parvenu à une haute situation dans le pays. »
En 1920 il prend sa retraite et rentre en France. Il siège à la commission anti-esclavagiste de la Société des Nations (SDN). Nommé commissaire général de l'Exposition coloniale internationale de Paris – prévue pour 1925, mais qui n'aura finalement lieu qu'en 1931 –, il doit renoncer à cette fonction lorsqu'il est élu député de l'Inde française aux élections législatives du 11 mai 1924. Il adhère à la gauche radicale et continue de s'intéresser aux affaires coloniales, participe à des commissions et s'implique dans divers projets intéressant les colonies.
Il est initié à la loge «France et Colonies» à l’Orient de Paris le 26 juin 1901.
Il est membre du premier conseil d'administration de la Compagnie générale des colonies (filiale de la Banque de Paris et des Pays-Bas).
Roger Sargos, forestier colonial influent, émet de vives critiques écrivant à son sujet « Affairiste forcené, il faisait assez cyniquement ses propres affaires, en même temps qu’accessoirement, au petit bonheur, celles de sa pauvre colonie ; il lâche bientôt l’administration pour les affaires et même la politique ».
Il meurt le 15 octobre 1932 à Paris. 

## Décorations
- Commandeur de la Légion d'honneur (4 juillet 1918)
  -  Officier de la Légion d'honneur (12 avril 1911)
  -  Chevalier de la Légion d'honneur (29 mars 1907)
- Officier de l'Instruction publique (30 décembre 1904)
- Officier de l'ordre du Mérite agricole (30 janvier 1904)

## Postérité
Le boulevard Angoulvant porte son nom à Abidjan et un autre à Grand Bassam (première capitale de la Cöte d'Ivoire), ainsi qu'une rue à Saint Louis du Sénégal.

## Publications
- Djibouti, Mer Rouge, Abyssinie (en collaboration avec Sylvain Vignéras), Paris, 1902, 415 p. (texte intégral sur Gallica )
- Textes relatifs à la formation et à la réorganisation des cadres indigènes en Afrique occidentale française, Impr. du Gouvernement général, 1916
- La Pacification de la Côte d’Ivoire, 1908-1915 : méthodes et résultats (lettre-préface du général Galliéni), Paris, Larose, 1916, 395 p. + 32 cartes (texte intégral sur Gallica )
- L'Exposition coloniale interalliée de Paris en 1925, Impr. de Vaugirard, Paris, 1921
- Les Indes néerlandaises : leur rôle dans l'économie internationale (préface d'Édouard Herriot), Le Monde nouveau, Paris, 1926, 2 volumes
- Étapes asiatiques. Indochine, Chine, Mandchourie, Corée, Transsibérien, etc., Les Éditions du Monde Moderne, Paris, 1930, 301 p. (préfacé par Octave Homberg)